# Tamme
Tamme – wieś w Estonii, w prowincji Tartu, w gminie Rannu.